# Tragelaphus strepsiceros zambesiensis
Sous-espèce
Tragelaphus strepsiceros zambesiensis est une sous-espèce du Grand Koudou (Tragelaphus strepsiceros).